# Нова Гута (Поморське воєводство)
Нова Гута (пол. Nowa Huta, нім. Nowahutta) — село в Польщі, у гміні Картузи Картузького повіту Поморського воєводства.
Населення — 242 особи (2011).
У 1975-1998 роках село належало до Гданського воєводства.

## Демографія
Демографічна структура станом на 31 березня 2011 року:
|          | Загалом | Допрацездатний вік | Працездатний вік | Постпрацездатний вік |
| -------- | ------- | ------------------ | ---------------- | -------------------- |
| Чоловіки | 132     | 38                 | 82               | 12                   |
| Жінки    | 110     | 25                 | 58               | 27                   |
| Разом    | 242     | 63                 | 140              | 39                   |